# 日本の企業一覧 (その他製品)
日本の企業一覧(その他製造)（にほんのきぎょういちらん そのたせいぞう）は、「証券コード協議会」が定める業種区分に基づき「その他製造」とされる業種を事業内容とする日本の企業の一覧。

## ア行
- アーク (試作品メーカー)＜試作品製造、金属加工＞（東証1・7873）
- アーテック＜玩具、画材・書画用品等＞
- アートネイチャー＜装身具製品（かつら）＞（東証スタンダード・7823）
- アームストロング (卓球)＜スポーツ用品＞
- アールエスタイチ＜オートバイ部品サプライヤー＞
- アールケー・ジャパン＜オートバイ部品サプライヤー＞
- アールシーコア＜住宅＞（東証スタンダード・7837）
- アイセロ＜合成樹脂製品＞
- アイフィスジャパン＜印刷物＞（東証スタンダード・7833）
- アイリスオーヤマ＜文具・事務用品ほか、合成樹脂製品、家具製作、日用品等＞
  - アイリスチトセ＜家具製作、文具・事務用品など＞
  - アイリス・ファインプロダクツ
  - アイリスソーコー
  - ホウトク
  - アイリスプロダクト
- 青木安全靴＜靴＞
- 青山ハープ＜楽器＞
- 青島文化教材社＜模型＞
- AKAI professional＜楽器＞
- アガツマ＜玩具＞
- 曙ブレーキ工業＜オートバイ部品サプライヤー＞
- アキレス (化学工業)＜スポーツ用品、靴＞
- アクティブ (企業)＜オートバイ部品サプライヤー＞
- 浅野太鼓楽器店＜楽器＞
- 浅香工業＜日用品等＞（東証スタンダード・5962）
- アサノ不燃木材＜木材・木製品製造＞
- 朝日ウッドテック＜木材・木製品製造＞
- 朝日工業＜鉄鋼資材のほか飼料資材も＞
- アサヒバイオサイクル＜飼料＞
- アジェット → フード・プラネット
- アシックス＜スポーツ用品、靴＞（東証プライム・7936）
- 足下工業＜靴＞
- アスカモデル＜模型＞
- アストリアスギター製造＜楽器＞
- アズリブ＜スポーツ用品＞
- アゾンインターナショナル＜人形制作＞
- 足立ライト工業所＜合成樹脂製品＞
- アデランス(3代)＜装身具製品（かつら）＞（東証1・8170）（旧：ユニヘアー ← アデランスホールディングス ← アデンランス(初代)）
- アドミラルフットウェア＜スポーツ用品＞
- アトム＜ゴム・布手袋、靴＞
- アトラスピアノ製造＜楽器＞
- アトリエ彩＜フィギュア製作＞
- ATELIER Z ギターワークス＜楽器＞
- アビックス＜映像表示装置開発  商業用映像看板＞（東証スタンダード・7836）
- アミファ＜日用品等＞（東証スタンダード・7800）
- アライテント＜キャンプ・アウトドア製品＞
- 荒井貿易＜楽器＞
- アライヘルメット＜オートバイ部品サプライヤー＞
- 有明技研＜合成樹脂製品＞
- アルター (企業)＜玩具、フィギュア製作＞
- アルティザン・アンド・アーティスト＜鞄＞
- アルテトキオ＜人形＞
- アルメディオ＜合成樹脂製品＞（東証スタンダード・7859）
- 阿波製紙＜画材・書画用品等＞
- アングラーズリパブリック＜釣り具＞
- 飯塚運動具店＜キャンプ・アウトドア製品＞
- イーエスピー＜楽器＞
- EX DOLL＜人形制作＞
- イージスライン＜模型＞
- イーディーピー＜産業用ダイヤモンドなど＞（東証グロース・7794）
- いうら＜福祉器具＞
- イエローコーン＜オートバイ部品サプライヤー＞
- 生田 (大阪市の企業)＜鞄＞
- イクリエ＜玩具、フィギュア製作＞
- IKEUCHI ORGANIC＜日用品等＞
- 池田屋 (鞄店)＜鞄＞
- イケヒコ・コーポレーション＜い草製品他＞
- イサミ＜スポーツ用品＞
- イサミコーポレーション＜スポーツ用品＞
- 石井マーク＜印刷物等＞
- イタミアート（東証グロース・168A）
- 一澤信三郎帆布＜鞄＞
- 一澤帆布工業＜鞄＞
- 一広＜日用品等＞
- 伊藤ウロコ＜靴＞
- イトーキ＜文具・事務用品など＞（東証プライム・7972）
- いなば食品＜ペット・飼育用品＞
- 井上ゴム工業＜オートバイ部品サプライヤー＞
- イミオ＜スポーツ用品＞
- イメージ・マジック＜印刷物等＞（東証グロース・7793）
- イモト (スポーツ用品メーカー)＜スポーツ用品＞
- イワタニ・プリムス＜キャンプ・アウトドア製品＞
- イワヤ＜玩具＞
- 岩谷マテリアル＜合成樹脂製品＞
- インデックス（東証東証JASDAQ・4835）（旧：インデックス・ホールディングス、2016年に破産手続き完了）
  - （旧）アトラス（東証JASDAQ・7837） → インデックス・ホールディングス
- ウィズ (玩具)＜玩具＞
- ウイルコホールディングス＜印刷物等＞（東証スタンダード・7831）（旧：ウイル・コーポレーション→ウイルコ）
- VICTAS＜スポーツ用品＞
- ウイニング＜スポーツ用品＞
- WINS＜アダルトグッズ＞
- 上羽絵惣＜画材・書画用品等＞
- ウェーブ (模型メーカー)＜模型＞
- UEVO＜スポーツ用品＞
- Welzo＜飼料＞
- ウッディジョー＜模型＞
- ウッドワン＜木材・木製品製造＞（東証スタンダード・7898）
- 内野 (企業)＜日用品等＞
- ウノフク＜鞄＞
- Wundou＜スポーツ用品＞
- エアロベース＜模型＞
- 栄進堂＜玩具＞
- 栄光社＜日用品等＞
- 永大産業＜キッチンなど＞（東証スタンダード・7822）
- エイチ・エヌ・アンド・アソシエイツ＜玩具＞
- エヴォリューション トイ＜玩具、フィギュア製作＞
- AGCテクノグラス＜合成樹脂製品＞
- エース (鞄)＜鞄＞
- エキセルリム＜オートバイ部品サプライヤー＞
- エスエスケイ＜スポーツ用品＞
- エスケィオー＜宝飾品・装身具製品製造＞
- エスピー楽器製作所＜楽器＞
- エスポアール＜スポーツ用品＞
- エステールホールディングス（東証スタンダード・7872）（旧：エステール / あずみ）
  - As-meエステール＜宝飾品・装身具製品製造＞
- SRIスポーツ → ダンロップスポーツ
- 江沼チヱン製作所＜オートバイ部品サプライヤー＞
- エバニュー＜スポーツ用品、キャンプ・アウトドア製品＞
- エポック社＜玩具＞
- エムシー・ファーティコム＜飼料＞
- エムエムピー＜玩具、模型＞
- M-TEC＜オートバイ部品サプライヤー＞
- MTG (企業)＜電気機器＞（東証グロース・7806）
- エリートグリップ＜ゴルフ用品、釣り具＞
- エリナ (企業)＜皮革製品＞
- 遠藤製作所＜スポーツ用品＞（東証スタンダード・7841）
- エンスカイ＜玩具＞
- エンドー鞄＜鞄＞
- 塩谷製作所＜模型＞
- オインクゲームズ＜玩具＞
- 近江化工＜合成樹脂製品＞
- 大網 (企業)＜玩具、フィギュア製作＞
- 大石天狗堂＜玩具＞
- オーヴァーレーシングプロジェクツ＜オートバイ部品サプライヤー＞
- 大阪エース＜合成樹脂製品＞
- 大阪シーリング印刷＜印刷物等、合成樹脂製品＞
- 大阪ブリキ玩具資料室＜玩具＞
- オービス (企業)＜木材・木製品製造＞（東証スタンダード・7827）
- オーエ＜日用品等＞
- オーエックスエンジニアリング＜スポーツ用品＞
- OATアグリオ＜飼料＞
- オージーケーカブト＜オートバイ部品サプライヤー＞
- 大塚製靴＜靴、皮革製品＞
- 大月真珠＜宝飾品・装身具製品製造＞
- 岡崎建設＜キャンプ・アウトドア製品も＞
- 岡田商事＜オートバイ部品サプライヤー＞
- オカムラ＜産業用機械、家具製作＞（東証プライム・7994）（旧：岡村製作所）
- 岡屋＜文具・事務用品など、ゴルフ用品＞
- オクトス＜キャンプ・アウトドア製品＞
- 奥松かつら＜装身具製品（かつら）＞
- オビツ製作所＜人形制作＞
- オプトロム＜合成樹脂製品＞（名証セントレックス・7824）
- オリエント工業＜人形＞
- オリバー (家具)＜家具製作＞（東証1・7959）
- オリムピック＜ゴルフ用品、釣り具＞
- 小野田化学工業＜飼料＞
- オンダ (商社)＜玩具＞

## カ行
- ガーガメル＜フィギュア製作＞
- カーディナル＜合成樹脂製品＞（東証JASDAQ・7855）
- カール事務機＜文具・事務用品など＞
- GAIAMOND＜玩具＞
- 海洋堂＜模型、フィギュア製作＞
- カインズグループ＜合成樹脂製品＞
- 科学教材社＜模型＞
- カシオ計算機＜楽器＞
- カシマヤ製作所＜玩具、スポーツ用品＞
- 樫山工業＜スポーツ用品＞
- 片倉コープアグリ＜飼料＞
- CATAMARAN＜スポーツ用品＞
- KADOYA＜皮革製品＞
- カナフレックスコーポレーション＜合成樹脂製品＞
- カネコ (玩具煙火)＜玩具＞
- カノウプス＜楽器＞
- カバヤ食品＜玩具＞
- 鞄のいたがき＜鞄、皮革製品＞
- カバンのフジタ＜鞄＞
- がまかつ＜釣り具＞
- 釜屋もぐさ＜い草製品他＞
- 兼松サステック（旧：兼松日産農林）＜木材・木製品製造＞（東証スタンダード・7961）
- 兼松アグリテック＜飼料＞
- カヤバ＜オートバイ部品サプライヤー＞
- 河合楽器製作所＜楽器＞（東証プライム・7952）
- 川上産業＜合成樹脂製品＞
- カワサキモータースジャパン＜オートバイ部品サプライヤー＞
- カワセコンピュータサプライ＜文具・事務用品など＞（東証スタンダード・7851）
- カワダ＜玩具＞
- 川田太鼓工房＜楽器＞
- 川田模型＜模型＞
- カワノジャパン＜鞄＞
- カワノバッグ＜鞄＞
- 玩具工房コースケ＜玩具＞
- 元祖ぱずる屋さん＜玩具＞
- 神田商会＜楽器＞
- 神田屋鞄製作所＜鞄、皮革製品＞
- 菊水化学工業＜塗料＞（東証スタンダード・7953）
- キクロン＜日用品等＞
- キジマ＜オートバイ部品サプライヤー＞
- キタコ＜オートバイ部品サプライヤー＞
- 北四国グラビア印刷＜印刷物等＞
- 北原産業＜日用品等＞
- キタムラ (バッグ)＜鞄＞
- 奇譚クラブ (企業)＜玩具＞
- KICHIZO/キチゾウ＜鞄＞
- Gift (企業)＜玩具、フィギュア製作＞
- 岐阜プラスチック工業＜合成樹脂製品＞
- キャスコ＜宝飾品・装身具製品製造、ゴルフ用品＞
- キャパリソン＜楽器＞
- ギャレックス＜スポーツ用品＞
- キャンパルジャパン＜キャンプ・アウトドア製品＞
- 鳩居堂＜画材・書画用品等＞
- 久月＜玩具、人形制作＞
- キューティーズ＜人形制作＞
- 京商＜模型＞
- 共同印刷＜印刷物等＞（東証プライム・7914）
- 京都科学＜模型＞
- KYORITSU＜印刷物等＞（東証スタンダード・7795）
  - 共立印刷＜印刷物等＞（東証スタンダード・7838）
- 協和日本ホールディングス
  - 協和＜皮革製品、鞄＞
- 銀河企画＜玩具＞
- キンキクレスコ＜スポーツ用品＞
- キングジム＜文具・事務用品など＞（東証プライム・7962）
- GINZA TANAKA＜宝飾品・装身具製品製造＞
- 銀座ヨシノヤ＜靴＞
- キントー＜合成樹脂製品、家具製作＞
- クアラントット (人形メーカー)＜人形制作＞
- クエストコーポレーション＜模型＞
- クサカベ＜画材・書画用品等＞
- 九櫻＜スポーツ用品＞
- クシタニ＜オートバイ部品サプライヤー＞
- クツワ＜文具・事務用品など＞
- グッドスマイルカンパニー＜宝飾品・装身具製品製造、玩具、模型、フィギュア製作＞
- グッドスマイルレーシング＜玩具＞
- 久保田運動具店＜スポーツ用品＞
- クラウンモデル＜模型＞
- ClaGla＜玩具＞
- グラネス＜鞄＞
- グラファイトデザイン＜ゴルフ用品＞（東証スタンダード・7847）
- クリスタルボール＜鞄＞
- クリナップ＜キッチンなど＞（東証プライム・7955）
- グリフォンエンタープライズ＜フィギュア製作＞
- クレアール (木工製造業)＜木材・木製品製造＞
- グレコ＜楽器＞
- クレステック＜印刷物＞（東証スタンダード・7812）
- 呉竹＜文具・事務用品など、画材・書画用品等＞
- クロイツェルピアノ＜楽器＞
  - グローブライド＜ゴルフ用品、釣り具＞（東証プライム・7990）
- くろがね工作所＜文具・事務用品、家具製作など＞（東証スタンダード・7997）
- クロスフォー＜宝飾品・装身具製品製造＞（東証スタンダード・7810）
- クロバー＜日用品等＞
- グローブライド＜スポーツ用品＞
- グロリア魔法瓶製作所＜日用品等＞
- 桑山（旧：桑山貴金属）＜宝飾品・装身具製品製造＞（東証JASDAQ・7889）
- 恵月人形本舗＜人形制作＞
- ケーエスシー＜玩具＞
- ケーツーワークス＜家具製作、キッチンなど＞
- 月光荘＜文具・事務用品など、画材・書画用品等＞
- ケンエレファント＜玩具＞
- 研創＜看板製造＞（東証スタンダード・7939）
- 小出製作所＜楽器＞
- 興研＜防塵・防毒マスク＞（東証スタンダード・7963）
- 光・彩（旧：光彩工芸）＜宝飾品・装身具製品製造＞（東証スタンダード・7878）
- 広済堂ホールディングス＜印刷物＞（東証プライム・7868）
- 河野興産＜木材・木製品製造＞
- 神戸バッグ＜鞄＞
- 古梅園＜文具・事務用品など、画材・書画用品等＞
- 光陽社＜印刷物＞（東証スタンダード・7946）
- 幸和製作所＜福祉器具＞（東証スタンダード・7807）
- 共和産業＜合成樹脂製品製造、自動車部品＞
- ゴーセン＜スポーツ用品、釣り具＞
- ゴールドウイン＜スポーツ用品＞
- こおろぎ社＜楽器＞
- 国際産業＜模型＞
- コクヨ＜文具・事務用品、家具製作など＞（東証プライム・7984）
  - コクヨS&T → コクヨ
  - コクヨファニチャー → コクヨ
  - コクヨMVP
  - コクヨ工業滋賀
- コスペディアウィッグ＜装身具製品（かつら）＞
- 五色 (人形メーカー)＜人形制作＞
- 小平楽器＜楽器＞
- 後藤ガット＜楽器＞
- 寿化成工業＜合成樹脂製品＞
- 寿工芸＜ペット・飼育用品＞
- 壽屋 (玩具店)＜模型、フィギュア製作＞（東証スタンダード・7809）
- コナミデジタルエンタテインメント＜玩具＞
- 小西製作所＜模型＞
- コバヤシ (プラスチック製造販売)＜合成樹脂製品＞
- 小松ウオール工業＜文具・事務用品など＞（東証プライム・7949）
- 小松ニット＜スポーツ用品＞
- コマニー＜文具・事務用品など＞（東証スタンダード・7945）
- コマリヨー＜靴＞
- コマキ楽器＜楽器＞
- コミー＜日用品等＞
- コミネ/コミネオートセンター＜オートバイ部品サプライヤー＞
- ゴムノイナキ＜合成樹脂製品＞
- 小森樹脂＜合成樹脂製品、日用品等＞
- コラントッテ＜福祉器具＞（東証グロース・7792）
- コルグ＜楽器＞
- コンケーブ＜スポーツ用品＞
- コンビ (企業)＜玩具、日用品等＞（東証1・7935）

## サ行
- 斉藤楽器製作所＜楽器＞
- 斎藤製作所＜模型＞
- サーモス＜日用品等＞
- 榮製機＜キャンプ・アウトドア製品＞
- さかつう＜模型＞
- サカワ＜木材・木製品製造＞
- サクラクレパス＜文具・事務用品など、画材・書画用品等＞
- ササキスポーツ＜スポーツ用品＞
- 札鶴ベニヤ＜木材・木製品製造＞
- ザナックス＜スポーツ用品＞
- サマンサタバサジャパンリミテッド＜鞄、宝飾品・装身具製品製造、ゴルフウェア＞（東証グロース・7829）
- ザムスト＜スポーツ用品＞
- サヨリ商店街＜スポーツ用品＞
- さるや＜木材・木製品製造、日用品等＞
- サン・アロー＜玩具＞
- サンクレスト＜宝飾品・装身具製品製造、合成樹脂製品＞
- 三英＜玩具、スポーツ用品＞
- 三栄鞄＜鞄、皮革製品＞
- 三共スポーツ＜スポーツ用品＞
- 三暉商事＜防塵・防毒マスク＞
- 三恵＜スポーツ用品＞
- サンコー鞄＜鞄、皮革製品＞
- 三晃印刷＜印刷物＞
- 三光産業＜印刷物＞（東証スタンダード・7922）
- サンスター技研＜オートバイ部品サプライヤー＞
- サンメッセ＜印刷物＞（東証スタンダード・7883）
- 山洋＜日用品等＞
- 三立製作＜オートバイ部品サプライヤー＞
- シー・エス・ランバー＜木材・木製品製造＞（東証スタンダード・7808）
- シーエムズコーポレーション＜フィギュア製作＞
- シー・シー・ピー＜玩具＞
- ジーティ商会＜オートバイ部品サプライヤー＞
- シートジョイ＜オートバイ部品サプライヤー＞
- シールズジャパンリミテッド＜スポーツ用品＞
- ジーフォース＜模型＞
- ジェックス＜ペット・飼育用品＞
- ジェントス＜キャンプ・アウトドア製品＞
- SHIGA AOI Individual business＜木材・木製品製造＞
- 重松製作所＜防塵・防毒マスク＞（東証スタンダード・7980）
- シコク＜福祉器具＞
- シナダ＜玩具＞
- シナノ (スポーツ用品メーカー)＜キャンプ・アウトドア製品＞
- 渋谷アーチェリー＜スポーツ用品＞
- シフレ＜鞄、皮革製品＞
- シマノ＜スポーツ用品、釣り具＞
- 島村楽器＜楽器＞
- 志水木材産業＜木材・木製品製造＞
- 下西技研工業＜合成樹脂製品＞
- シモン (企業)＜靴＞
- ジャッカル (企業)＜釣り具＞
- ジャパン・メディカル・カンパニー＜模型＞
- 秀岳荘＜キャンプ・アウトドア製品＞
- ジュエリークラフトMAKI＜宝飾品・装身具製品製造＞
- ジュエル (企業)＜靴＞
- 樹研工業＜合成樹脂製品＞
- JUNKEI-GLOVE＜スポーツ用品＞
- ジョイパレット＜玩具＞
- SHOEI＜オートバイ部品サプライヤー、合成樹脂製品＞（東証プライム・7839）
- 松栄製作所＜玩具＞
- 翔企画＜玩具＞
- 上州屋＜釣り具＞
- 粧美堂＜化粧用・服飾用雑貨＞（東証スタンダード・7819）
- 昭和ホールディングス＜スポーツ用品＞
- シリコンアート＜人形制作＞
- ジル (企業)＜模型＞
- シロウマサイエンス＜日用品等＞
- 白十字＜福祉器具＞
- 新越ワークス＜キャンプ・アウトドア製品＞
- 水作＜ペット・飼育用品＞
- スウィート (メーカー)＜模型＞
- ズーム (楽器メーカー)＜楽器＞
- スヴェンソン＜装身具製品（かつら）＞
- スケーター (企業)＜合成樹脂製品＞
- スズキビジネス＜オートバイ部品サプライヤー＞
- スズキ部品秋田＜オートバイ部品サプライヤー＞
- 鈴木楽器製作所＜楽器＞
- 鈴木バイオリン製造＜楽器＞
- 鈴甲子＜人形制作、甲冑製造＞
- スタニングアーツ＜スポーツ用品＞
- スタンダード靴＜靴＞
- スノーピーク＜キャンプ・アウトドア製品＞（東証プライム・7816）
- Sfida＜スポーツ用品＞
- スポーツ玉澤＜スポーツ用品＞
- SVOLME＜スポーツ用品＞
- 住友化学園芸＜飼料＞
- 住友ゴム工業＜スポーツ用品＞
- 清美堂真珠＜宝飾品・装身具製品製造＞
- 昭文社ホールディングス＜印刷物＞（東証スタンダード・9475）（旧：昭文社）
  - 昭文社(2代)
- 生科研＜飼料＞
- セイバン＜鞄、皮革製品＞
- ゼインアーツ＜キャンプ・アウトドア製品＞
- セーラー万年筆＜文具・事務用品など＞（東証スタンダード・7992）
- セガサミーホールディングス（東証プライム・6460）
  - セガ＜ゲーム機＞
    - セガトイズ＜玩具＞（東証JASDAQ・7842）
- セキ＜印刷物＞（東証スタンダード・7857）
- セキグチ＜玩具＞
- ゼット (企業)＜スポーツ用品＞
- ゼネラルプロダクツ＜フィギュア製作＞
- セノー＜スポーツ用品＞
- セブン工業＜木材・木製品製造＞（東証スタンダード・7896）
- 全音楽譜出版社＜楽器＞
- ZOA＜オートバイ部品サプライヤー＞
- 総合商研＜印刷物＞（東証スタンダード・7850）
- 素数 (企業)＜日用品等＞
- ソノコム＜スクリーン印刷用版、フォトマスク＞（東証スタンダード・7902）
- ソニー・クリエイティブプロダクツ＜日用品等＞
- ソメスサドル＜スポーツ用品、皮革製品＞

## タ行
- ターナー色彩＜画材・書画用品等＞
- ダイアナ (靴販売業者)＜靴＞
- ダイカスケール＜玩具＞
- ダイキアクシス＜合成樹脂製品＞
- ダイキ工業＜玩具、フィギュア製作＞
- 大協精工＜合成樹脂製品＞
- 大建工業＜木材・木製品製造＞（東証プライム・7905）
- ダイコー (釣具)＜釣り具＞
- 大広＜宝飾品・装身具製品製造＞
- 大東化工＜文具・事務用品など、合成樹脂製品＞
- 大同工業＜オートバイ部品サプライヤー＞
- 大日本印刷＜印刷物等＞（東証プライム・7912）
- 大日本技研＜模型＞
- 大日本木材防腐＜木材・木製品製造＞（名証2・7907）
- 大洋化学工業＜飼料＞
- 太陽工業＜合成樹脂製品＞
- ダイワ精工 → グローブライド
- ダイワ＜釣り具＞
- ダイワマルエス＜スポーツ用品＞
- 谷尾商会＜オートバイ部品サプライヤー＞
- タカギ＜合成樹脂製品、日用品等＞
- タカノ (家具)＜家具製作＞（東証スタンダード・7885）
- 高峰楽器製作所＜楽器＞
- 高久産業＜合成樹脂製品＞
- タカミヤ (福岡県)＜釣り具＞
- タカラスタンダード＜キッチンなど＞（東証プライム・7981）
- タカラトミー＜玩具＞（東証プライム・7867）
  - タカラトミーアーツ＜玩具、フィギュア製作＞
- TAKARA & COMPANY＜印刷物等＞（東証プライム・7921）
  - 宝印刷＜印刷物等＞
- 多木化学＜飼料＞
- 竹田印刷＜印刷物等＞（東証スタンダード・7875）
- 田崎真珠→TASAKI（東証1・7968）
- TASAKI＜宝飾品・装身具製品製造＞
- 武井バーナー＜キャンプ・アウトドア製品＞
- タチカラ＜スポーツ用品＞
- 立花 (ヘルメット)＜オートバイ部品サプライヤー＞
- タナックス＜オートバイ部品サプライヤー＞
- タマス＜スポーツ用品＞
- 玉田工業＜合成樹脂製品＞
- タミヤ＜模型＞
- 田村将軍堂＜玩具＞
- ダンロップ＜スポーツ用品、キャンプ・アウトドア製品＞
- ダンロップスポーツ（東証1・7825） → 住友ゴム工業
- 丹後 (企業)＜日用品等＞
- 知多鋼業＜オートバイ部品サプライヤー＞
- 中央商工＜合成樹脂製品＞
- 中国木材＜木材・木製品製造＞
- 司人形 (人形作家)＜玩具、人形制作＞
- 津久井火工＜玩具＞
- 土屋鞄＜鞄＞
- ツツミ＜宝飾品・装身具製品製造＞（東証スタンダード・7937）
- つえ屋＜宝飾品・装身具製品製造＞
- 月星製作所＜オートバイ部品サプライヤー＞
- つるや (ゴルフ)＜ゴルフ用品＞
- ティーアンドエス＜鞄、皮革製品＞
- D&M (スポーツ用品メーカー)＜スポーツ用品＞
- TSR (オートバイ)＜オートバイ部品サプライヤー＞
- TSK (企業)＜合成樹脂製品＞
- TNK工業＜オートバイ部品サプライヤー＞
- ティ・エム・シィ＜楽器＞
- テイケイ気化器＜オートバイ部品サプライヤー＞
- デイトナ (企業)＜オートバイ部品サプライヤー＞
- ディバイザー＜楽器＞
- TIFA＜釣り具＞
- ティムコ＜釣り具＞
- ティラド＜オートバイ部品サプライヤー＞
- デグナー＜オートバイ部品サプライヤー＞
- デサント＜スポーツ用品＞
- デュエル (釣具会社)＜釣り具＞
- デュオ (釣具メーカー)＜釣り具＞
- 豊岡鞄＜鞄＞
- テラモト (企業)＜日用品等＞
- 寺田楽器＜楽器＞
- TENGA (企業)＜アダルトグッズ＞
- デンカ＜飼料＞
- テンヨー＜玩具＞
- 天龍 (企業)＜釣り具＞
- 天龍木材＜木材・木製品製造＞
- トアルソン＜釣り具＞
- トイボックス＜玩具＞
- 東拓工業＜合成樹脂製品＞
- 東洋ピアノ製造＜楽器＞
- 東和産業 (和歌山県)＜日用品等＞
- トーイン＜印刷物、包材・フィルム＞（東証スタンダード・7923）
- Too＜文具・事務用品など、画材・書画用品等＞
- トーエイライト＜スポーツ用品＞
- トーマネ＜人形制作、合成樹脂製品＞
- 東京ボード工業＜木材・木製品製造＞（東証スタンダード・7815）
- 東京マルイ＜模型＞
- 東山堂 (武道具)＜スポーツ用品＞
- 童友社＜模型＞
- Doll atelier Apricot＜人形制作＞
- 東レ・カーボンマジック＜合成樹脂製品＞
- トーワ＜合成樹脂製品＞
- 徳永こいのぼり＜玩具＞
- 徳間書店＜印刷物＞
- ドギーマンハヤシ＜ペット・飼育用品＞
- TOPPANホールディングス＜印刷物等＞（東証プライム・7911）
  - トッパン・フォームズ（東証1・7862）
  - 図書印刷＜印刷物等＞（東証1・7913）
- トップス (玩具メーカー)＜玩具、フィギュア製作＞
- ドナイヤ＜スポーツ用品＞
- トミーテック＜模型＞
- トヤマ楽器製造＜楽器＞
- トヨックス＜合成樹脂製品＞
- トランザクション (企業)（東証プライム・7818）
- ドリームベッド＜家具製作＞（東証スタンダード・7791）
- トレーン (玩具メーカー)＜玩具＞
- トンボ楽器製作所＜楽器＞

## ナ行
- 内外ゴム＜スポーツ用品＞
- ナカ工業＜合成樹脂製品＞
- 永佐化工＜合成樹脂製品＞
- ナガセケンコー＜スポーツ用品＞
- ナカバヤシ＜文具・事務用品など＞（東証スタンダード・7987）
- 中島プロダクト＜文具・事務用品など、ゴルフ用品＞
- 中村鞄製作所＜鞄、皮革製品＞
- 中本パックス＜印刷物、包材・フィルム＞（東証スタンダード・7811）
- 名古屋木材＜木材・木製品製造＞
- ナップス (神奈川県)＜オートバイ部品サプライヤー＞
- ナンガ＜キャンプ・アウトドア製品＞
- 南海プライウッド＜木材・木製品製造＞（東証スタンダード・7887）
- 南海部品＜オートバイ部品サプライヤー＞
- 南旺グループ＜宝飾品・装身具製品製造＞
- NAMBUギター工房tupli＜楽器＞
- ニシ・スポーツ＜スポーツ用品＞
- 西端ブロー工業＜合成樹脂製品＞
- 日工＜合成樹脂製品＞
- 日進医療器＜スポーツ用品＞
- 日本ストロー＜合成樹脂製品＞
- 日本体育施設 (企業)＜スポーツ用品＞
- 日本卓球＜スポーツ用品＞
- 日本ぱちんこ部品＜合成樹脂製品＞
- ニチモクファンシーマテリアル＜木材・木製品製造＞
- ニチリウ永瀬→Welzo
- ニッコー (兵庫県の企業)＜オートバイ部品サプライヤー＞
- ニッソー＜ペット・飼育用品＞
- 日産化学＜飼料＞
- 日進製作所＜オートバイ部品サプライヤー＞
- 日本精機＜オートバイ部品サプライヤー＞
- 日東エフシー＜飼料＞
- 日東科学教材＜模型＞
- 日本木槽木管＜木材・木製品製造＞
- 日本ブレーキ工業＜オートバイ部品サプライヤー＞
- 日東社＜日用品等＞
- ニッピ＜皮革製品＞（東証スタンダード・7932）
- 日本アイ・エス・ケイ（東証スタンダード・7986）
- NISSHA＜印刷物＞（東証プライム・7915）
- 日本創発グループ＜印刷物＞（東証スタンダード・7814）
  - 東京リスマチック（東証JASDAQ・7861）
- 日本ファイリング＜保管システム、オフィス家具＞（東証JASDAQ・7933）
- 日本フォームサービス＜文具・事務用品、家具製作など＞（東証JASDAQ・7869）
- ニホンフラッシュ＜家具製作＞（東証プライム・7820）
- 人形屋ホンポ＜人形制作＞
- 任天堂＜玩具＞（東証プライム・7974）
- 野崎印刷紙業＜印刷物等＞（東証スタンダード・7919）
- 希望食品＜キャンプ・アウトドア製品＞
- ノダ＜木材・木製品製造＞（東証スタンダード・7879）

## ハ行
- ハート (玩具)＜玩具＞
- ハートフォード (トイガンメーカー)＜模型＞
- パール楽器製造＜楽器＞
- パール金属＜キャンプ・アウトドア製品＞
- バイオラボトット＜ペット・飼育用品＞
- ハイゴールド＜スポーツ用品＞
- ハイビック＜木材・木製品製造＞（東証JASDAQ・7845）
- Hyper electra＜スポーツ用品＞
- ハイネット (ウィッグ企業)＜装身具製品（かつら）＞
- パイロットコーポレーション＜文具・事務用品など、玩具、宝飾品・装身具製品製造＞（東証プライム・7846）
- 萩原工業＜合成樹脂製品＞（東証プライム・7856）
- 博眼＜宝飾品・装身具製品製造＞
- ハシモト (玩具製造業)＜玩具＞
- ハシモトbaggage＜皮革製品＞
- パシフィックスポーツ＜スポーツ用品＞
- バス・コーポレーション＜靴、鞄、皮革製品＞
- ハセガワ＜模型＞
- 長谷川模型＜模型＞
- ハタケヤマ＜スポーツ用品＞
- ハナヤマ＜玩具＞
- パブリック (企業)＜家具製作＞（東証JASDAQ・7830）
- ハマナカ＜日用品等＞
- 林ベニヤ産業＜木材・木製品製造＞
- パラマウントベッドホールディングス（東証プライム・7817）
  - パラマウントベッド＜家具製作＞（傘下会社）
- VALX＜スポーツ用品＞
- バルコス＜鞄＞
- ハルタ (企業)＜靴＞
- バンダイナムコホールディングス（東証プライム・7832）
  - バンダイ＜玩具、模型＞
  - BANDAI SPIRITS＜玩具、模型、フィギュア製作＞
  - バンダイナムコクラフト＜文具・事務用品など、玩具＞
  - バンダイナムコアミューズメント（旧：ナムコ）
  - バンプレスト＜玩具＞
  - バンプロジェクト＜模型＞
  - ウィズ (玩具)（東証JASDAQ・7835）
- ハンティングワールド＜鞄＞
- バンドー化学＜オートバイ部品サプライヤー＞
- ハンマーキャスター＜合成樹脂製品、家具製作＞
- ビーアンドピー＜印刷物＞（東証スタンダード・7804）
- ピーエムオフィスエー＜玩具、フィギュア製作＞
- ビーズ＜キャンプ・アウトドア製品＞
- B'full＜玩具、フィギュア製作＞
- ビービースポーツ＜スポーツ用品＞
- ピープル (玩具メーカー)（東証スタンダード・7865）
- 光 (工業製品メーカー)＜合成樹脂製品＞
- ひかりのくに＜印刷物＞
- ビクタースポーツ＜スポーツ用品＞
- 久金属工業＜合成樹脂製品、日用品等＞
- ピジョン (企業)＜日用品等＞
- ピジョン＜育児用品、マタニティ・介護福祉用品や保育事業も＞（東証プライム・7956）
- 飛騨産業＜木材・木製品製造、家具製作＞
- ピットロード＜模型＞
- 日之出化学工業＜飼料＞
- 日立Astemo＜オートバイ部品サプライヤー＞
- ヒョウドウプロダクツ＜オートバイ部品サプライヤー＞
- 平賀＜印刷物＞（東証スタンダード・7863）
- ヒルマモデルクラフト＜模型＞
- ヒロカワ製靴＜靴、皮革製品＞
- ヒロボー＜模型＞
- ファイテン＜スポーツ用品＞
- ファインプラス＜合成樹脂製品＞
- ファインモールド＜模型＞
- ファニークラフト＜合成樹脂製品＞
- フード・プラネット＜セキュリティ製品→持株会社→廃業＞（東証2・7853）
- フェニックス (スポーツウェアメーカー)＜スポーツ用品＞
- フェルナンデス (楽器メーカー)＜楽器＞
- 4woods＜人形＞
- FoseKift＜スポーツ用品＞
- フォックスファイヤー＜キャンプ・アウトドア製品＞
- フォンテーヌ (カツラメーカー)＜装身具製品（かつら）＞
- 深江化成＜合成樹脂製品＞
- 福助工業＜合成樹脂製品＞
- 福島印刷＜印刷物等＞（名証メイン・7870）
- フジクリーン工業＜合成樹脂製品＞
- フジゲン＜楽器＞
- フジコピアン＜印刷物＞（東証スタンダード・7957）
- フジシールインターナショナル＜印刷物＞（東証プライム・7864）
- ブシロード＜玩具＞（東証グロース・7803）
- フタバ (愛知県)＜オートバイ部品サプライヤー＞
- ブックローン＜玩具＞
- フットマーク＜スポーツ用品＞
- プラッツ＜家具製作、福祉器具＞（東証スタンダード・7813）
- フジミ模型＜模型＞
- PLATZ＜模型＞
- フランスベッドホールディングス（東証プライム・7840）
  - フランスベッド＜家具製作＞（傘下会社）
- FREEing＜玩具、フィギュア製作＞
- プリマ楽器＜楽器＞
- フリーステッチ＜ペット・飼育用品＞
- プリシラ (ウィッグメーカー)＜装身具製品（かつら）＞
- プリントネット＜印刷物＞（東証スタンダード・7805）
- プリンセストラヤ＜鞄＞
- ブルーオーバー＜靴＞
- ブルーム (企業)＜玩具＞
- フルタ製菓＜玩具も＞
- ブル・ファイト＜スポーツ用品＞
- フルヤ金属＜非鉄金属＞（東証プライム・7826）
- ブレイネ＜木材・木製品製造＞
- プロギア＜ゴルフ用品＞
- ブロッコリー＜玩具＞（東証スタンダード・2706）
- プロト (企業)＜オートバイ部品サプライヤー＞
- プロネクサス＜印刷物等＞（旧亜細亜証券印刷）（東証プライム・7893）
- プロピア＜装身具製品（かつら）＞
- 平和マネキン＜合成樹脂製品、人形制作＞
- 平和メディク＜日用品等＞
- ペーパームーン (アニメショップ)＜フィギュア製作＞
- ペッツルート＜ペット・飼育用品＞
- ペティオ＜ペット・飼育用品＞
- BENA＜模型＞
- ベンゼネラル＜スポーツ用品＞
- ぺんてる＜文具・事務用品など、画材・書画用品等＞
- ベンリナー＜合成樹脂製品＞
- ボウガン (企業)＜スポーツ用品＞
- ボークス＜模型＞
- ポータークラシック＜鞄＞
- ホウトク＜家具製作＞（名証2・7973）
- ボーネルンド＜玩具＞
- ホクシン＜木材・木製品製造＞（東証スタンダード・7897）
- 星野楽器＜楽器＞
- ボスコ・モト＜オートバイ部品サプライヤー＞
- ボディメーカー＜スポーツ用品＞
- ホビーベースイエローサブマリン＜模型＞
- ホルベイン画材＜文具・事務用品など、画材・書画用品等＞
- ホルベイン工業＜画材・書画用品等＞
- ホワイトローズ (企業)＜合成樹脂製品＞
- 本間ゴルフ＜ゴルフ用品＞

## マ行
- マイクロエース＜模型＞
- マイコール＜日用品等＞
- 前田工繊＜合成樹脂製品、木材・木製品製造＞（東証プライム・7821）
- まさめや＜玩具＞
- マジェスティ ゴルフ（旧：マルマン）＜ゴルフ用品＞（東証JASDAQ・7834）
- 増田屋コーポレーション＜玩具＞
- マツウラ (アパレル)＜スポーツ用品＞
- マックスファクトリー＜模型、フィギュア製作＞
- 松勘工業＜スポーツ用品＞
- 松永製作所＜スポーツ用品＞
- マツモト (福岡県)＜印刷物＞（東証スタンダード・7901）
- 松本義肢製作所＜福祉器具＞
- マドラス (企業)＜靴、皮革製品＞
- 丸山印刷＜印刷物等＞
- 松田桐箱＜木材・木製品製造＞
- マミヤ・オーピー＜ゴルフ用品＞
- 丸彰＜玩具＞
- 丸玉産業＜木材・木製品製造＞
- マルカ (玩具メーカー)＜玩具＞
- マルキユー＜釣り具＞
- マルサン商店＜模型＞
- マルシン工業 (トイガンメーカー)＜模型＞
- マルシン工業 (ヘルメットメーカー)＜オートバイ部品サプライヤー＞
- マルマン (文具)＜文具・事務用品など、画材・書画用品等＞
- マルマンオプティカル＜宝飾品・装身具製品製造＞
- 三浦印刷＜印刷物等＞（東証2・7920）
- ミキモト＜宝飾品・装身具製品製造＞
- ミカサ＜スポーツ用品＞
- ミクニ＜オートバイ部品サプライヤー＞
- ミズノ（美津濃）＜スポーツ用品、靴＞（東証プライム・8022）
- 三菱鉛筆＜文具・事務用品など＞（東証プライム・7976）
- 三菱商事ファッション＜宝飾品・装身具製品製造＞
- ミツボシ＜スポーツ用品＞
- 光村印刷＜印刷物等＞（東証スタンダード・7916）
- 美津和タイガー＜スポーツ用品＞
- ミナロ＜木材・木製品製造、模型＞
- みやこ (企業)＜日用品等＞
- みやざきタオル＜日用品等＞
- ミロク＜木材・木製品製造＞（東証スタンダード・7983）
- ムーンスター＜靴＞
- 無限精機＜模型＞
- 無限電光＜オートバイ部品サプライヤー＞
- ムサシノ模型飛行機研究所＜模型＞
- ムジーク・ヨーゼフ＜楽器＞
- 村瀬鞄行＜鞄＞
- MURAMASA/村正＜スポーツ用品＞
- 村松フルート製作所＜楽器＞
- メイクアップ (企業)＜模型＞
- 名刀針＜釣り具＞
- 明倫産業＜スポーツ用品＞
- メガハウス＜玩具、模型、フィギュア製作＞
- メガバス＜釣り具＞
- メジャークラフト＜釣り具＞
- メディコム・トイ＜玩具＞
- メルクス＜皮革製品＞（東証2・7934）
- メネデール＜飼料＞
- メモリーテック＜合成樹脂製品＞
- モデルファクトリーヒロ＜模型＞
- モチヅキ＜キャンプ・アウトドア製品＞
- モリシゲ (人形)＜人形制作＞
- MORITA＜模型＞
- モリワキエンジニアリング＜オートバイ部品サプライヤー＞
- モルテン＜スポーツ用品＞
- モロフジ (筑紫野市の企業)＜合成樹脂製品＞
- モンベル＜キャンプ・アウトドア製品＞

## ヤ行
- ヤサカ (卓球用品)＜スポーツ用品＞
- ヤスダ (スポーツ用品)＜スポーツ用品＞
- やのまん＜玩具＞
- 山崎産業＜日用品等＞
- ヤマシタワークス＜合成樹脂製品＞
- 山正＜い草製品他＞
- 山田平安堂＜日用品等＞
- やまと (玩具)＜玩具＞
- ヤマトエスロン＜合成樹脂製品＞
- 柳澤管楽器＜楽器＞
- ヤマハ＜楽器、木材・木製品製造、スポーツ用品＞（東証プライム・7951）
- YAMATO→アジェット→フード・プラネット
- 山崎産業＜日用品等＞
- 山田かつら＜装身具製品（かつら）＞
- 山本化学工業＜スポーツ用品＞
- 山本光学＜合成樹脂製品、スポーツ用品＞
- ユーケーケー＜玩具＞
- ユーステラ＜玩具＞
- U-Stella＜玩具＞
- ユニオンモデル＜模型＞
- ユニバーサルトレーディング＜キャンプ・アウトドア製品＞
- ユニヘアー→アデランス
- ユハク＜皮革製品＞
- ヨコモ＜模型＞
- 吉田カバン＜鞄＞
- 吉忠マネキン＜合成樹脂製品、人形制作＞
- 吉德＜人形制作＞
- 吉野工業所＜合成樹脂製品＞
- 吉浜人形＜合成樹脂製品、人形制作＞
- ヨシムラジャパン＜オートバイ部品サプライヤー＞
- ヨシリツ＜玩具＞
- ヨネックス＜スポーツ用品＞（東証スタンダード・7906）

## ラ行
- ライフドール＜人形＞
- ラフアンドロードスポーツ＜オートバイ部品サプライヤー＞
- Lumtric＜楽器＞
- 羅羅屋＜鞄、皮革製品＞
- リーガルコーポレーション＜靴、皮革製品＞（東証スタンダード・7938）
- リード工業＜オートバイ部品サプライヤー＞
- リーメント＜玩具＞
- リゲッタ＜靴、皮革製品＞
- 理研農産化工＜飼料＞
- リヒトラブ＜文具・事務用品など＞（東証スタンダード・7975）
- リス (企業)＜合成樹脂製品、日用品等＞
- リッチェル＜合成樹脂製品＞
- リトルフューチャー＜玩具＞
- リバークレイン＜オートバイ部品サプライヤー＞
- リョウケ＜合成樹脂製品＞
- 良品計画＜鞄＞
- リンカイ＜合成樹脂製品＞
- リンテック＜合成樹脂製品＞（東証プライム・7966）
- ルアン (企業)＜装身具製品（かつら）＞
- LUTADOR FIGHT CO.＜スポーツ用品＞
- ルナロッサ・ヨッピー＜皮革製品＞
- レインボー薬品＜飼料＞
- レイメイ藤井＜文具・事務用品など＞
- レクザム＜スポーツ用品＞
- レスターファイン＜釣り具＞
- LEVEL-D＜人形＞
- RHODES Premier＜楽器＞
- ローランド＜楽器＞（東証プライム・7944）
- ロカユニバーサルデザイン＜合成樹脂製品＞
- ロゴスコーポレーション＜キャンプ・アウトドア製品＞
- ロックブロス＜スポーツ用品＞

## ワ行
- ワイズギア＜オートバイ部品サプライヤー＞
- 和多田印刷＜印刷物等＞
- ワンマイル＜模型＞